# Katona Gyula (tornász)
Katona Gyula (Tapsony, 1879. április 7. – Lyon, 1944. július 26.) magyar tornász, olimpikon.
Az 1900. évi nyári olimpiai játékokon Párizsban indult tornában, ám ezen az olimpián csak egy szám volt, az egyéni összetett, ami magában foglalt minden szert. Sérülés miatt nem tudta befejezni a versenyt.